# NGC 370
NGC 370 é um sistema estelar triplo na direção da constelação de Pisces. O objeto foi descoberto pelo astrônomo Heinrich d'Arrest em 1861, usando um telescópio refrator com abertura de 11 polegadas. 